# Gambrinus (Firenze)
L'ex-Gambrinus è un edificio civile del centro storico di Firenze, situato in via de' Brunelleschi 1, angolo via del Campidoglio e via de' Vecchietti. 

## Storia e descrizione
Dell'edificio originario rimane attualmente solo l'avancorpo che guarda a via de' Brunelleschi, costituito da un porticato a tre archi che segue senza soluzione di continuità (ma con un diverso disegno del fronte) quello del grande edificio con arcone che prospetta l'attuale piazza della Repubblica. Originariamente la struttura dava accesso ed era parte integrante del Caffè Gambrinus Halle, realizzato su progetto dell'architetto Giacomo Roster (ma talvolta è indicato come autore Vincenzo Micheli, forse per i forti legami che l'edificio presenta con il suo palazzo dell'Arcone di Piazza), inaugurato nel 1894 e costituito da un ristorante, terrazza panoramica sul tetto, un giardino d'inverno e sale da biliardo, queste ultime con accesso da via de' Vecchietti. 

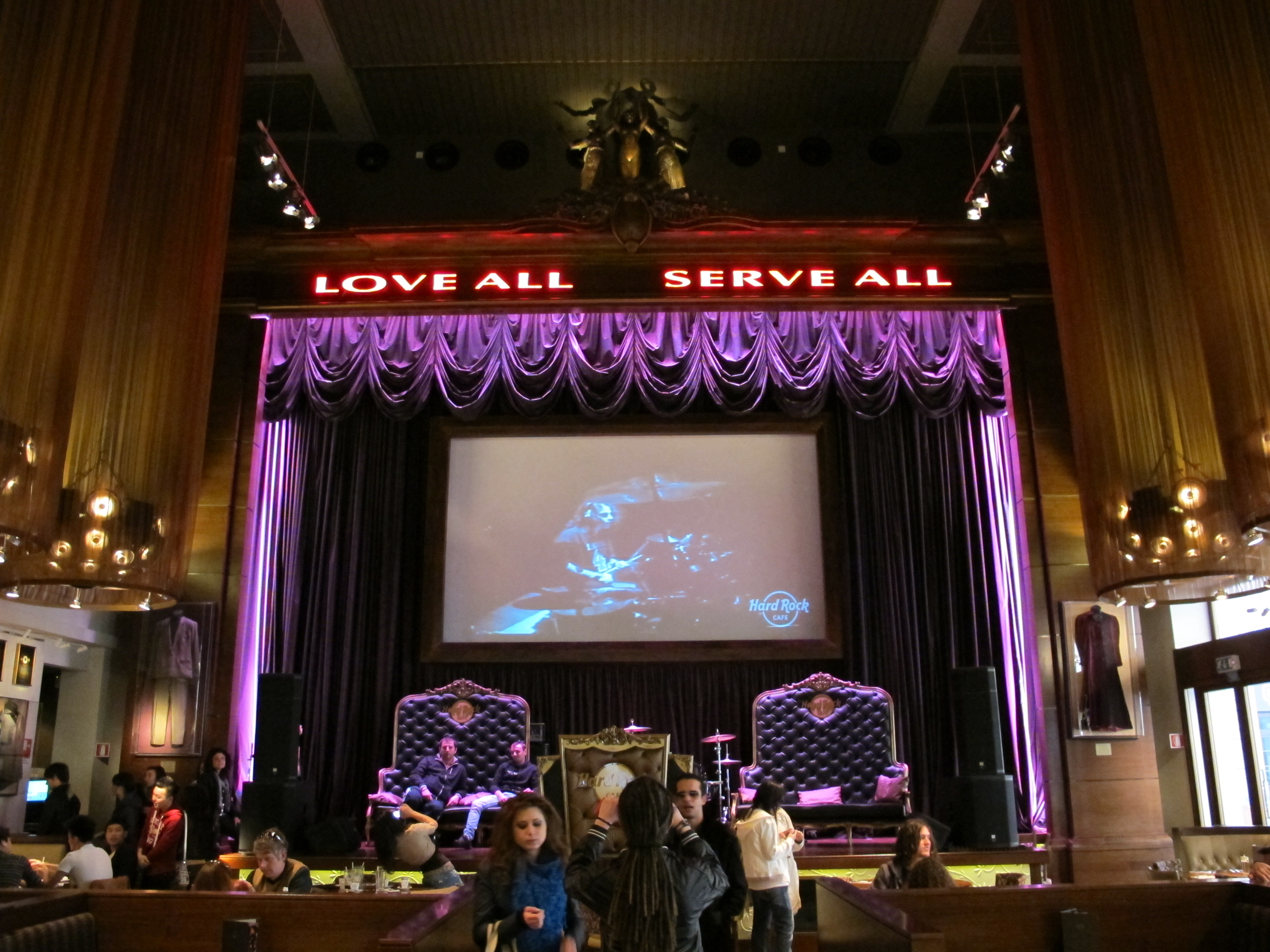
Lo schermo del cinema Gambrinus, oggi palco dell'Hard Rock Cafe Firenze

Gestito dalla Società Anonima C. Paszkowski il locale si impose ben presto tra i più eleganti della città, anche grazie ai lussuosi interni che si avvalevano di decorazioni realizzate da Vincenzo Rosignoli (in più occasioni attivo nei cantieri dei nuovi palazzi sorti attorno a piazza della Repubblica) e Alberto Micheli. 
Durante gli anni del primo dopoguerra il luogo divenne punto di ritrovo degli artisti del secondo Futurismo. Tra i frequentatori abituali il regista Arnaldo Ginna, Oscar Ghiglia, Dino Campana e Ardengo Soffici, che del Gambrinus Halle ha lasciato una memorabile descrizione nel suo Il salto vitale (1954). 

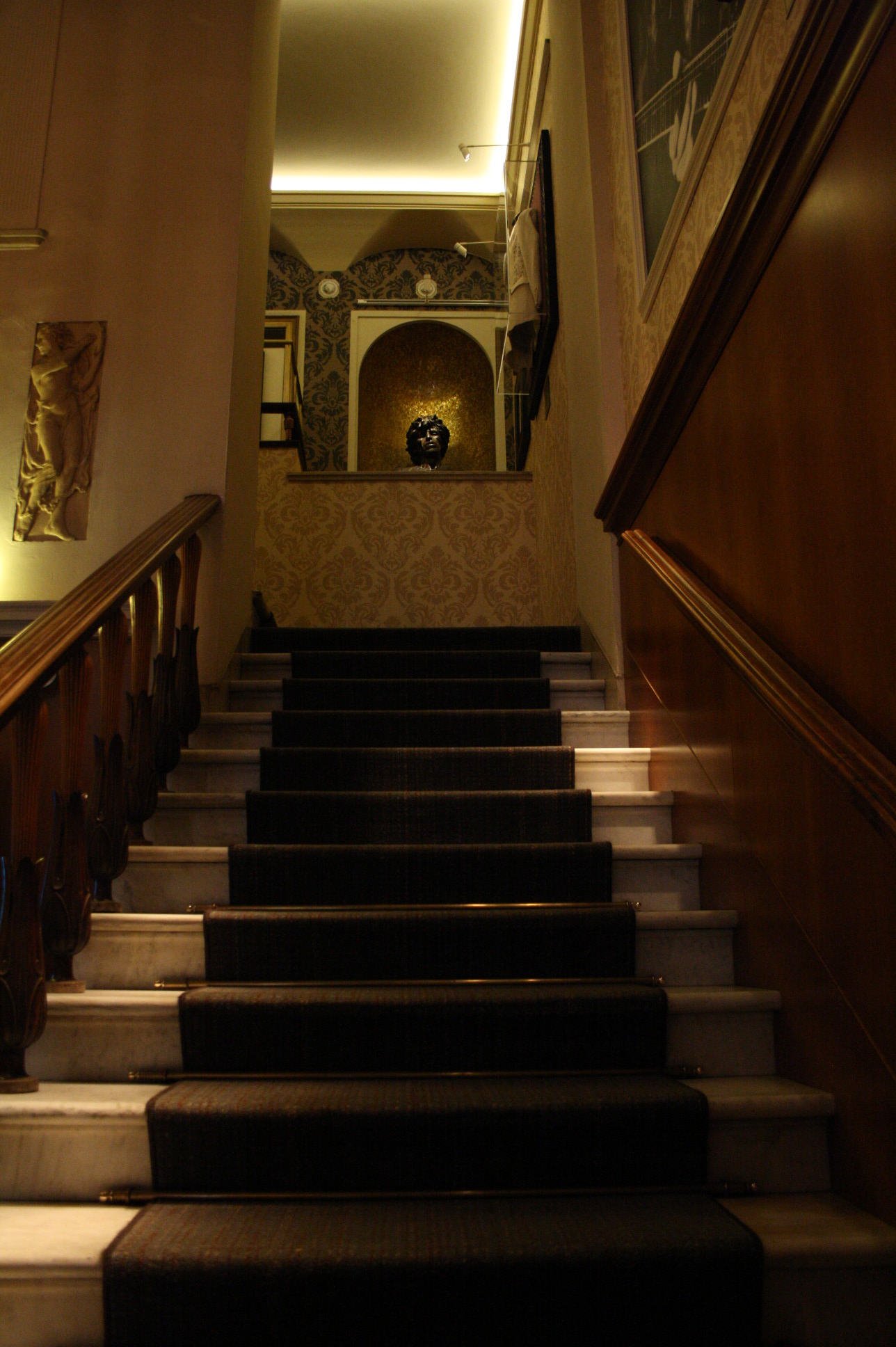
Le scale della galleria

Acquistato dall'imprenditore Vittorio Furlan, fu interessato da lavori che trasformarono buona parte dell'ampia superficie disponibile già destinata a giardino d'inverno e ristorante in sala di proiezioni con, originariamente, milleottocento posti: il nuovo locale fu inaugurato nell'aprile del 1922 come Cinema Centrale Gambrinus. Ristrutturato nel 1948 fu colpito da un devastante incendio nel 1950; ricostruito su progetto dell'architetto Enrico Miniati fu riaperto al pubblico nell'aprile del 1951. Nel 2007 sia il cinema sia il suo bar hanno cessato l'attività. 
Tra il 2010 e il 2011 il complesso è stato oggetto di un intervento teso ad adattare gli spazi per accogliere una delle sedi di Hard Rock Cafe Italia (progetto dell'architetto Carlo Carbone dello Studio Architettura Acustica). Inaugurato il 4 luglio 2011 l'edificio ha mantenuto per quanto concerne gli esterni la sua precedente configurazione: anche gli spazi interni conservano sostanzialmente la distribuzione legata all'ultimo intervento sul cinema, con un intelligente recupero degli stessi elementi decorativi e d'arredo (soffitti in stucco, pannelli, lampadari) ora inseriti scenograficamente nel nuovo locale. 
Il grande dipinto di Giovanni Colacicchi raffigurante l'Allegoria della danza, della musica, della commedia, della filosofia e della poesia, che faceva originariamente parte delle decorazioni della hall del cinema, è stato invece  acquistato nello stesso 2011 dall'Ente Cassa di Risparmio di Firenze.